# Shinkansen Serie E4
Lo Shinkansen Serie E4 è stato un elettrotreno giapponese per linee veloci (Shinkansen), in servizio presso le compagnie ferroviarie JR East.

## Storia
La serie E4 sono la seconda serie di Shinkansen composta da convogli formati da carrozze a due piani, dopo la serie E1, e sono stati progettati per aumentare la capacità sulle linee Tōhoku Shinkansen e Jōetsu Shinkansen. Due convogli possono essere accoppiati fra loro mediante dei ganci automatici, per formare un unico convoglio da 16 elementi con una capacità di ben 1634 posti a sedere: i convogli della serie E4 in doppia composizione sono i treni ad alta velocità più capienti del mondo.
Il primo convoglio è stato consegnato l'8 ottobre 1997, e ha iniziato a prestare servizio sulla Tōhoku Shinkansen il 20 dicembre dello stesso anno. Dal 29 aprile 1999, dopo la consegna di altri convogli, fu introdotto il funzionamento combinato dei servizi Max Yamabiko con i servizi Tsubasa; i convogli della serie E4 venivano accoppiati con un convoglio della serie 400 o, seguito, con uno della serie E3. I due treni rimanevano accoppiati fino a Fukushima, da dove poi il convoglio della serie 400 o quello della serie E3 proseguiva verso Yamagata o Shinjō, e quello della serie E4 continuava il suo percorso sulla Tōhoku Shinkansen. Dal 7 maggio 2001 i convogli E4 hanno iniziato a prestare servizio sulla Jōetsu Shinkansen. Occasionalmente alcuni treni possono prestare servizio sulla Nagano Shinkansen.
Nel marzo 2011 JR East ha annunciato che l'intera flotta sarà ritirata dal servizio.
Dal 2012 il treno non presta più servizio sul Tōhoku Shinkansen, rimane pertanto operativo solo sul Jōetsu Shinkansen in attesa del completo ritiro.
A partire dal 1 Ottobre 2021 sono stati ritirati tutti i 26 convogli  

## Descrizione tecnica

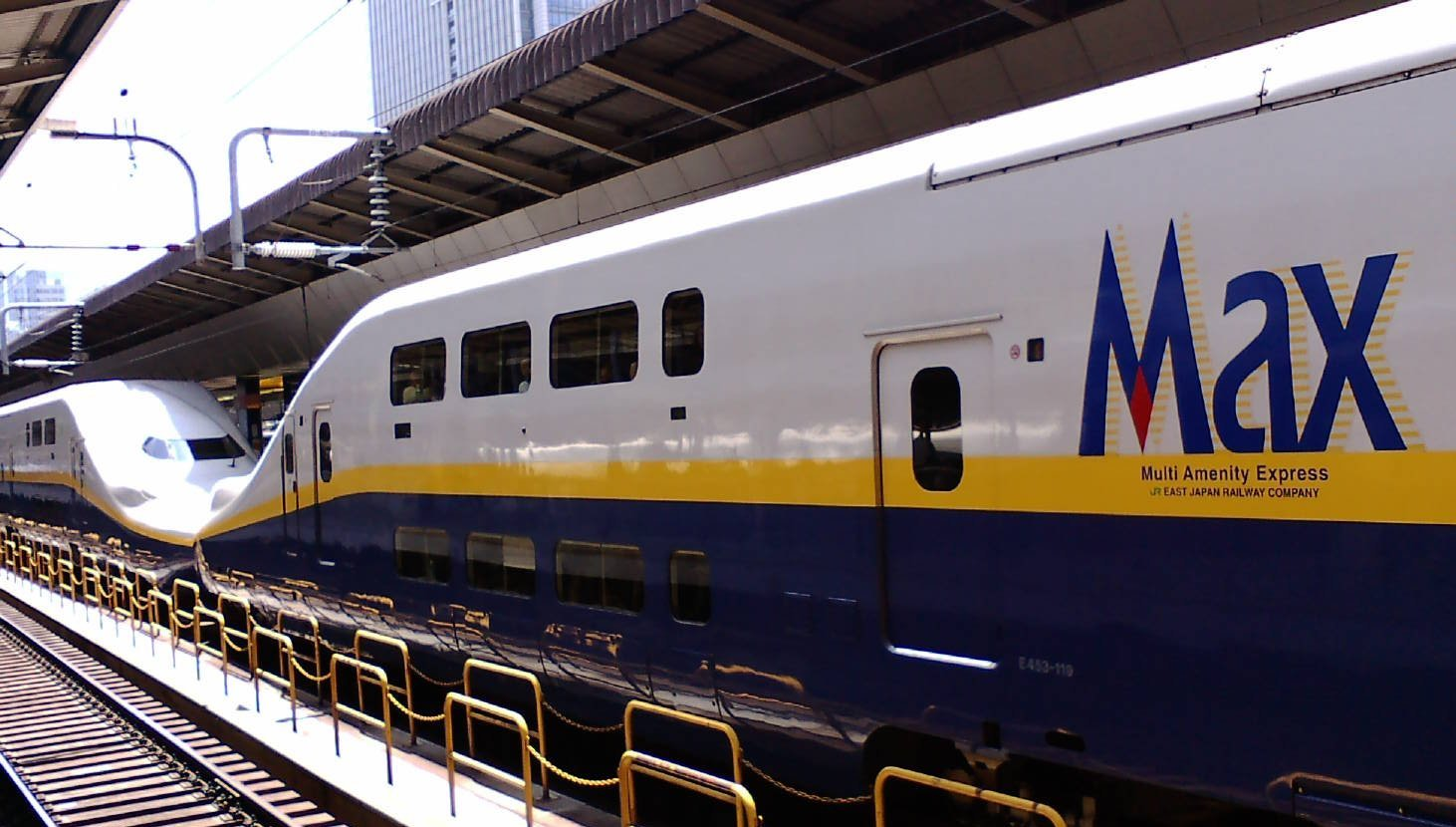
Treno veloce giapponese (dangan ressha) a due piani per linee Shinkansen tipo E4 "Max", appartenente alla compagnia ferroviaria JR East.

I ventisei convogli costruiti dalla Kawasaki Heavy Industries sono composti da 8 elementi, quattro motorizzati e quattro rimorchiati. Ogni motore ha la potenza di 420 kW, ed è collegato ad un singolo asse. Il rodiggio degli elementi motorizzati pertanto è Bo'Bo'. La potenza complessiva installata è di 6,72 MW, sufficienti per raggiungere i 240 km/h di velocità massima. Gli elementi motorizzati sono i numeri 2, 3, 6 e 7, i pantografi sono collocati sulle carrozze 4 e 6. I convogli P51, P52, P81 e P82, consegnati rispettivamente il 31 gennaio 2001, il 20 febbraio 2001, il 30 luglio 2003 e il 20 novembre 2003 sono stati progettati per superare le forti pendenze della Nagano Shinkansen; i primi due possono prestare servizio fino a Karuizawa, mentre gli ultimi due sono in grado di operare anche sotto l'alimentazione a 25 kV AC 60 Hz, pertanto possono essere utilizzati fino a Nagano.
Le otto carrozze sono a due piani. Esistono tre categorie di servizio: standard senza prenotazione, che offre sedili non reclinabili e senza poggiabraccio disposti nel layout 3+3, standard con prenotazione, che offre sedili reclinabili e con poggiabraccio disposti nel layout 3+2, e Green car, che offre sedili reclinabili, con poggiapiedi e poggiatesta regolabili e poggiabraccio disposti nel layout 2+2; la carrozza 8 è inoltre dotata di ascensore per sedie a rotelle e due sedili singoli.